# João de Saint Omer
João de Saint Omer (em francês: Jean de Saint-Omer) foi marechal e barão de um terço de Ácova no Principado da Acaia.

## Vida
João era o filho mais jovem de Bela com sua esposa Bona, irmã do senhor de Atenas e Tebas Guido I. João participou, junto de seus irmãos Nicolau II e Otão, na Guerra de Sucessão da Eubeia nas fileiras da coalizão de muitos dos príncipes da Grécia franca, que opuseram-se às políticas expansionistas do príncipe da Acaia Guilherme II de Vilearduin.
João casou-se com Margarida de Passavante com quem teve um filho, Nicolau III. Em 1276 foi mal sucedido em assegurar a herança de Margarida na Baronia de Ácova no Principado da Acaia, que havia sido confiscada pelo príncipe após a morte do barão Gualtério de Rosières. Apesar do apoio de seu irmão Nicolau, ele conseguiu receber apenas um terço da baronia (oito feudos), bem como o posto de marechal hereditário do principado.